# 荷田在満
荷田 在満（かだ の ありまろ、宝永3年（1706年） - 寛延4年8月4日（1751年9月23日））は、江戸時代中期の国学者。父は荷田春満の実弟多賀道員で、のちに春満の養子となった。通称は東之進・大学。字は持之。号は仁良斎。生まれは山城国紀伊郡。
1728年（享保13年）江戸に出て有職故実について幕府の下問に答え、その後御三卿の一人田安宗武に仕えた。1739年（元文4年）『大嘗会便蒙』（だいじょうえべんもう）を出版したが、朝廷の秘儀を公開した罪で筆禍をこうむり、100日間の閉門に処せられた。『万葉集』に傾倒する田安宗武や賀茂真淵と対立して国歌八論論争を引き起こし、延享3年（1746年）宗武に真淵を推薦して田安家を辞した。
著書に、法制史『令三弁』、有職故実関係の『装束色彙』、歌論『国歌八論』、物語『白猿物語』がある。
大正4年（1915年）、従四位を追贈された。

## 『令三弁』の近代国史学・法制史学への影響
瀧川政次郎は『「律令考」解題』の中で、「（佐藤誠実の）『律令考』の出現によって、新進の法制史学者は、いずれも現存の令を養老令としたが、東京文科大学では羽倉家律令学の伝統を承けた小中村清矩教授が、『令三弁』（荷田在満著）の旧説を墨守し、現存の令を大宝令として講述していた。故に小中村博士の講義を聴いた人々は、みな現存令を大宝令とし、中等学校の国史教科書にも、大宝律令の名のみあって、養老律令の名を著さず、故にその僻説はひろく国民の間に浸透し、今に至るも現存令を大宝令と呼ぶ人が絶えない。」としている。

## 著書
- 荷田春満、荷田在満 著、官幣大社稲荷神社 編『荷田全集 第7巻』吉川弘文館。